# 聖胡安德爾塞薩爾
聖胡安德爾塞薩爾是哥倫比亞的城鎮，位於該國的北部，由瓜希拉省負責管轄，始建於1701年6月24日，面積1,415平方公里，海拔高度250米，2005年人口25,587。

## 名人
迪奥梅德斯·迪亚兹
胡安·亨貝托·羅斯

## 外部連結
- （西班牙文） San Juan del Cesar official website

10°46′N 73°00′W / 10.767°N 73.000°W